# 오십음
오십음(五十音) 또는 오십음도(五十音圖)는 일본어의 가나 문자를 모음은 세로(때에 따라서는 가로)로 5자, 자음은 가로(때에 따라서는 세로)로 10자씩 나란히 세워 그린 표를 말한다. 원래 한자의 음(音)을 표시하는 수단이었던 반절(反切)을 설명하는 것으로 고안된 것이었다(묘가쿠(明覚), 《반절작법(反切作法)》, 1093년). 그러나 그 자음과 모음을 분석적으로 배치했던 체계성이 나중에는 일본어의 문자를 체계적으로 학습하는 것으로도 이용되는 등 다양한 용도로도 사용되었다.
'오십음(도)'이라는 이름은 에도 시대부터 붙인 것으로, 그 이전에는 '오음(五音)', '오음도(일본어: 五音図)', '오음오위지차제'(五音五位之次第), '음도'(일본어: 音図), '반음도'(일본어: 反音図), '가나가에시'(일본어: 仮名反), '오십련 음'(五十聯音) 등으로 불렀다.

## 특징
| 오십음도 | 오십음도                 | 오십음도      | 오십음도      | 오십음도      | 오십음도      | 오십음도      | 오십음도      | 오십음도      | 오십음도      | 오십음도      | 오십음도    | 오십음도      |
| -------- | ------------------------ | ------------- | ------------- | ------------- | ------------- | ------------- | ------------- | ------------- | ------------- | ------------- | ----------- | ------------- |
|          | 특수음 /ɴ/               | わ행 자음 /w/ | ら행 자음 /r/ | や행 자음 /y/ | ま행 자음 /m/ | は행 자음 /h/ | な행 자음 /n/ | た행 자음 /t/ | さ행 자음 /s/ | か행 자음 /k/ | あ행 자음 ø |               |
|          | ん, ン ɴ m n ŋ ã ĩ ɯ̃ ẽ õ | わ, ワ ɰa     | ら, ラ ɾa     | や, ヤ ja     | ま, マ ma     | は, ハ ha     | な, ナ na     | た, タ ta     | さ, サ sa     | か, カ ka     | あ, ア a    | あ단(모음/a/) |
| っ       | ん, ン ɴ m n ŋ ã ĩ ɯ̃ ẽ õ | ゐ, ヰ i      | り, リ ɾʲi    |               | み, ミ mʲi    | ひ, ヒ çi     | に, ニ nʲi    | ち, チ ʨi     | し, シ ɕi     | き, キ kʲi    | い, イ i    | い단(모음/i/) |
| ヴ       | ん, ン ɴ m n ŋ ã ĩ ɯ̃ ẽ õ |               | る, ル ɾɯ     | ゆ, ユ jɯ     | む, ム mɯ     | ふ, フ ɸɯ     | ぬ, ヌ nɯ     | つ, ツ ʦɯ̈     | す, ス sɯ̈     | く, ク kɯ     | う, ウ ɯ    | う단(모음/u/) |
| ヶ       | ん, ン ɴ m n ŋ ã ĩ ɯ̃ ẽ õ | ゑ, ヱ e      | れ, レ ɾe     |               | め, メ me     | へ, ヘ he     | ね, ネ ne     | て, テ te     | せ, セ se     | け, ケ ke     | え, エ e    | え단(모음/e/) |
| ー       | ん, ン ɴ m n ŋ ã ĩ ɯ̃ ẽ õ | を, ヲ o      | ろ, ロ ɾo     | よ, ヨ jo     | も, モ mo     | ほ, ホ ho     | の, ノ no     | と, ト to     | そ, ソ so     | こ, コ ko     | お, オ o    | お단(모음/o/) |

오십음도는 일본어의 청음을 모음과 자음으로 분류해 가나 문자를 가로세로의 표로 작성한 것이다. 전통적으로는 세로쓰기 요령에 따라 세로로 모음의 변화, 가로로 자음의 변화를 표현한다(가로로 모음의 변화, 세로로 자음의 변화를 표현하는 것은 가로쓰기에 맞추어 표를 개편한 것이다). 모음 별로 문자를 분류하는 것은 '단(段)이라고 하여 あ단, い단, う단, え단, お단으로 나누고, 자음별로 문자를 분류하는 것은 '행(行; ぎょう gyō)'이라고 하여 あ행, か행, さ행, た행, な행, は행, ま행, や행, ら행, わ행으로 나눈다. 전통적인 오십음도에는 통상 'ん'과 촉음(っ)은 포함하지 않았으며, 탁음·반탁음과 요음 등도 표로 작성한 것은 후대의 일이다.
일본어는 음절 구조가 단순하고 단모음(單母音)의 수가 적다. 그래서 오십음도는 가나를 알기 쉽고 간편한 것으로 알려져 있다. 현재는 음운 변화로 인해 자음이 고르지 않은 부분이 있다. 고대에는 'ち, つ'가 현재의 'ティ([tʲi]), トゥ([tɯ])'에 가까운 음이었으나 현재와 같은 음이 됐고, は행이 'パ([pa]), ピ([pʲi]), プ([pɯ]), ペ([pe]), ポ([po])'에 가까운 음이었다가 후대에 'ファ([ɸa]), フィ([ɸʲi]), フ([ɸɯ]), フェ([ɸe]), フォ([ɸo])를 거쳐 현재와 같은 음이 됐다고 하며, 'ゐ, ゑ, を'는 'ウィ([ɰʲi]), ウェ([ɰe]), ウォ([ɰo])'와 같았다고 추측되고 있다.
다만 표에서 누락된 문자나 오십음도 이외의 발음 등도 있어, 엄밀히 말하면 50음의 가나로 일본어 전체 문자와 발음을 설명할 수 있지는 않다.
や행 え단의 음(イェ [je])에 문자가 없는 것은 히라가나·가타카나가 정비되기 이전(10세기 전반)에 문자 あ행의 'え'에 합류했었기 때문이다. 그 이전인 만요가나에는 여기에 해당되는 문자가 있었다. 또한 발음 자체는 문자와는 반대로 あ행의 え단음([e])이 や행 え단음([je])에 합류하였다고 추측되고 있다. 현대에는 다시 이 발음이 [e]로 단모음화되었는데, 그것은 에도 시대 중기로 추측되고 있다.
부연하자면, あ행 お단의 お도 본래는 [o]와 같은 발음이었다가, 헤이안 시대 중기에 발음상으로는 わ행 を단의 を에 합류하여 [ɰo]가 된 것으로 여겨지고 있다. 두 음이 현대어처럼 [o]로 된 것도 에도 시대 중기로 생각된다.
현대 일본어에서는 문자로서의 가나는 일상적으로 사용되는 46문자에 'ゐ'와 'ゑ'를 더한 48자가 사용되고 있다. 한편 발음상으로는 청음 외 탁음, 반탁음, 장음, 촉음, 발음, 요음 등이 더해지기 때문에 발음(음절)의 총수는 100개 이상이다.

## 외부 링크